# Antonin Theodor Hrabe Colloredo-Waldsee
Antonin Theodor conte de Colloredo-Waldsee-Mels (né le 29 juin 1729 à Vienne et mort le 12 septembre 1811 à Kroměříž) est un cardinal autrichien-tchèque du XIXe siècle.

## Biographie
Colloredo est élu évêque de Olomouc en 1778. Le pape Pie VII le crée cardinal lors du consistoire du 17 janvier 1803.

### Source
- Fiche du cardinal sur le site de la FIU
- Notices d'autorité :   - VIAF
  - ISNI
  - GND
  - Tchéquie